# ジョナサン・サミュエル・ケント
ジョナサン・サミュエル・ケント（英: Jonathan Samuel Kent）は、DCコミックスの出版するアメリカン・コミックス『スーパーマン』に登場する架空のスーパーヒーロー。ダン・ユルゲンスによって創造され、2015年の"Convergence: Superman #2"で初登場した。スーパーマンとロイス・レインの息子。

## 概要
ダン・ユルゲンスによって創造され、スーパーマン/クラーク・ケントとロイス・レインの間に生まれた第一子の赤ん坊として"Convergence: Superman #2"（2015年7月）で初登場した。「ジョナサン・サミュエル・ケント」という名前はジョンの祖父にあたるスーパーマンの育ての父親ジョナサン・ケントとロイスの父親サミュエル・レインから取って名付けられた。
2015年のミニシリーズ『スーパーマン: ロイス&クラーク』ではジョンが赤ん坊から5歳に成長するまでの時期が描かれている。2016年にはアクション・コミックス誌とスーパーマン誌に登場し、"Action Comics #977"（2017年6月）で改めてジョンのオリジンが紹介されDCユニバースに組み込まれた。ジョンは"Superman vol. 4 #6"（2016年11月）でスーパーボーイとして紹介され、バットマンの息子であるダミアン・ウェインと共に「偉大なヒーローの子供たち」の1人として活躍している。
考案者のダン・ユルゲンスはキャラクターについて「クラーク・ケントのようでありながら、ロイスの活発な性格を持ち合わせている」と述べ、また「多くの人はジョンが父親（スーパーマン）の若いバージョンだと思うかもしれないが、それは少し違う。彼の両親はジョナサン・ケントとマーサ・ケントではなく、クラークとロイスなんだ。人物が違えば、当然その子育ての方法も違うものになる」と述べた。
アーティストのホルヘ・ヒメネスはコスチュームについて「最初は過去のスーパーマンのデザインをオマージュしようとしたが、実験的にカジュアルな服装にデザインした。これは上手くいっていると思う。デザインについて考え始めた時、現代の子供にはタイトで破れたジーンズが人気だと思った。少なくともスペインではね。靴についても何が人気かを考えた。これは個人的に何が穿きたいかで決めたことを先に述べておく。短めのケープは彼を幼く見せてくれるだろうし、ジップアップパーカーなど、実際に子供が着る服装で考えた。これらの要素は読者にも共感してもらえると思う」と述べた。

## 人物
本名：ジョナサン・サミュエル・"ジョン"・ケント (Jonathan Samuel "Jon" Kent)
ジョンが産まれるとケント一家は素性を隠し安全な土地を求めてカリフォルニア州へ引っ越し、姓をホワイトに変え農場でひっそりと暮らしはじめる。ある日、匿名の作家として活動していたロイスがインターギャングの暴露本を出版したことで、ジョンはロイスと共に誘拐されてしまう。この時に自身が超人的な力を持っていることに気付く。クラークとロイスに問いただし、父親がスーパーマンだったという事実を明かされる。納屋の床下に保管されていたケープを渡され、ジョンはそれを身につけると、嬉しさと共に体が浮かび上がっていた。
カリフォルニア州からニューヨーク州ハミルトンへ移住した頃、飼い猫のゴールディが鷲に襲われ、ジョンが助けようと怒鳴ると意図せずヒートビジョンで2匹とも焼き殺してしまいショックを受ける。自身の能力の恐ろしさに涙を流して落ち込むジョンにスーパーマンは砕氷船を救助する様子を見せ、ジョンは能力の使い方やその意義を教わった。別の日には怪力で木の枝を折ってしまい、高所から落下し気を失ってしまう。スーパーマンはジョンの能力が本人の無意識の内に強まりつつあることを察して「孤独の要塞」へ連れて行き装置で身体を調査する。そこへエラディケーターが現れ、ジョンが純粋なクリプトン人ではない事に気付くと排除しようとしたため、スーパーマンとジョンは共闘してエラディケーターを倒す。
特異な出来事の連続に興奮するジョンに、スーパーマンは黒縁眼鏡と野球帽を渡して諭した。スーパーマンもまた父親クラーク・ケントとしての時間を作り、ジョンは家族揃って遊園地へ出かけるといった平凡な幸せを楽しむ。
2021年10月、DCコミックスは新シリーズの主人公、ジョンがバイセクシャルだと明らかにし、新シリーズでは5巻目で日系アメリカ人で新聞記者のジェイ・ナカムラと交際すると発表した。

## 書誌情報

### 日本語版
- スーパーマン:サン・オブ・スーパーマン (ISBN 978-4796876810)

小学館集英社プロダクション刊。2017年8月23日発売。
- スーパーマン:トライアルズ・オブ・スーパーサン (ISBN 978-4796877183)

小学館集英社プロダクション刊。2018年2月21日発売。
- スーパーサンズ (ISBN 978-4796877404)

小学館集英社プロダクション刊。2018年8月23日発売。
- スーパーサンズ2 (ISBN 978-4796877695)

小学館集英社プロダクション刊。2019年2月21日発売。

### 原語版
| タイトル                                             | 収録内容                                                                                    | 刊行日     | ISBN           |
| ---------------------------------------------------- | ------------------------------------------------------------------------------------------- | ---------- | -------------- |
| Superman: Lois and Clark                             | Superman: Lois and Clark #1-8                                                               | 2016年9月  | 978-1401262495 |
| Superman Reborn                                      | Action Comics #973-976, Superman #18-19                                                     | 2017年9月  | 978-1401273583 |
| Superman: Black Dawn                                 | Superman #20-26                                                                             | 2017年12月 | 978-1401274689 |
| Superman: Hopes and Fears                            | Superman #27-32                                                                             | 2018年4月  | 978-1401277291 |
| ジョン&ダミアン                                      |                                                                                             |            |                |
| Super Sons Vol.1: When I Grow Up                     | Super Sons #1-5                                                                             | 2017年10月 | 978-1401274016 |
| Super Sons Vol.2: Planet of the Capes                | Super Sons #6-10                                                                            | 2018年3月  | 978-1401278465 |
| Super Sons of Tomorrow                               | Super Sons #11-12, Superman #37-38 and Teen Titans #15                                      | 2018年7月  | 978-1401282394 |
| Super Sons Vol.3: Parent Trap                        | Super Sons #13-16 and Annual #1                                                             | 2018年10月 | 978-1401284466 |
| Super Sons: The Complete Series Omnibus              | Super Sons #1-16, Annual #1, Superman #10-11,#37-38, Teen Titans #15 and Holiday Special #1 | 2018年12月 | 978-1401285579 |
| Adventures of the Super Sons Vol.1: Action Detective | Adventures of the Super Sons #1-6                                                           | 2019年4月  | 978-1401290580 |
| Adventures of the Super Sons Vol.2                   | Adventures of the Super Sons #7-12                                                          | 2019年11月 | 978-1401295073 |

## 他のメディア

### ゲーム
DC Legends: 正義のためのバトル
スマートフォン用アプリゲーム。プレイアブルキャラクターとして登場している。
「DC Legends: Superboy - Jon Kent Spotlight」 - YouTube
レゴ®DCスーパーヴィランズ
声 - ユーリ・ローエンタール